# Martin Turner
Martin Turner (* 1. října 1947, Torquay, Devon, Spojené království) je anglický baskytarista, zpěvák a zakládající člen rockové skupiny, Wishbone Ash.

## Hudební kariéra
Se skupinou Wishbone Ash, která byla známá pro užívání zdvojené sólové kytary, melodické skladby a komplikovaný instrumentální styl, byl od jejího založení v roce 1969 až do roku 1980 a v rámci skupiny byl jejím klíčovým skladatelem a tvůrčí silou.
Na klasickém albu Argus přispěl nejen zpěvem, ale i většinou textů. Turnerova melodická basová linka byla často používána jako třetí sólová kytara, což bylo v 70. letech důležitou součástí zvuku Wishbone Ash.
V roce 1980 se zbytek skupiny rozhodl najít si nového frontmana, což vedlo k odchodu Turnera. Turner byl nahrazen Johnem Wettonem, který dříve působil ve skupinách King Crimson, Uriah Heep, Family a Roxy Music. Turner se pak věnoval práci hudebního producenta a založil si svou vlastní skupinu The Wolfgang (známou též jako Bamboo a Martin Turner's Stolen Face). Nahrávky této skupiny nebyly vydány do roku 1996, kdy se objevily na Turnerově sólovém albu Walking The Reeperbahn.
V roce 1987 se původní kvartet reformoval a Turner vystupoval na alech Nouveau Calls, Here to Hear a Strange Affair, a se skupinou podnikl světové turné v letech 1988–1991. V roce 1991 se Wishbone Ash rozhodli pokračovat bez Turnera. Od té doby se však ještě objevil na několika významných akcích, z nichž nejvýznamnější byla oslava 25. výročí založení skupiny v letech 1995/96, nebo mix a remastering několika titulů katalogu, kompilací a archivních CD titulů.
V roce 1996 vydal Turner album Walking the Reeperbahn, představující materiál z let 1981–1996.
V roce 2005 založil skupinu Martin Turner's Wishbone Ash. První sestavu tvořili kytaristé Ray Hatfield a Keith Buck s bubeníkem Robem Hewinsem. Dnešní sestavu tvoří kytaristé Misha Nikolic a Danny Willson (bývalý člen Showaddywaddy) a bubeník Tim Brown. Jejich debutové album, vydané v roce 2006, bylo nazváno New Live Dates Vol.1 a v roce 2007 následovalo album New Live Dates Vol. 2. Na obou albech se představil i člen původních Wishbone Ash, Ted Turner.

## Nástroje
Pravidelně hraje na bílou baskytaru značky Gibson Thunderbird, kterou koupil od Petera Wattse z Mott the Hoople.